# Friedrich Wilhelm von Bissing
Pour les articles homonymes, voir von Bissing.
Friedrich Wilhelm von Bissing, né le 22 avril 1873 à Potsdam et mort le 12 janvier 1956 à Oberaudorf, est un égyptologue allemand, professeur d’égyptologie à l'université de Munich. Il est le fils du général prussien Moritz Ferdinand von Bissing.

## Biographie
Issu la famille noble souabe von Bissing (de), Friedrich Wilhelm von Bissing est né le 22 avril 1873 à Potsdam.

## Travaux
Dès son arrivée au Caire en 1897, Friedrich Wilhelm von Bissing collabore avec Gaston Maspero à la confection du catalogue du musée.
Lors de campagnes de fouilles entre 1898 et 1901, la mission des musées royaux de Berlin, qu'il dirige avec Ludwig Borchardt et Johann Heinrich Schäfer, fouille à Abou Ghorab le site du temple solaire de Niouserrê, sixième roi de la Ve dynastie.
Des reliefs très détaillés sur le rituel de la fête-sed, mis au jour par l’équipe, sont publiés dans les tomes II et III du livre de Friedrich von Bissing.

## Publications
- Das Re-Heiligtum des Königs Ne-woser-Re (Rahutes) I, II & III, Berlin, 1905, 1923 & 1928